# I. e. 163
Évszázadok: i. e. 3. század – i. e. 2. század – i. e. 1. század
Évtizedek: i. e. 210-es évek – i. e. 200-as évek – i. e. 190-es évek – i. e. 180-as évek – i. e. 170-es évek – i. e. 160-as évek – i. e. 150-es évek – i. e. 140-es évek – i. e. 130-as évek – i. e. 120-as évek – i. e. 110-es évek
Évek: i. e. 168 – i. e. 167 – i. e. 166 – i. e. 165 –  i. e. 164 – i. e. 163 – i. e. 162 – i. e. 161 – i. e. 160 – i. e. 159 – i. e. 158

## Események

### Hellenisztikus birodalmak
- A egyiptomi VIII. Ptolemaiosz által elűzött VI. Ptolemaiosz nem kap segítséget Rómától, ezért Ciprusra megy, amely az uralma alatt maradt.
- Az alexandriaiak fellázadnak, elkergetik VIII. Ptolemaioszt és visszahívják bátyját, VI. Ptolemaioszt. Utóbbi öccsének adja Kürenaikát.
- A Szeleukida Birodalom válságba kerül a kiskorú király trónöröklése miatt. Timarkhosz, Média kormányzója kinyilvánítja függetlenségét.
- Az örmény Kommagéné kormányzója, Ptolemaiosz szintén kikiáltja függetlenségét.
- Meghal IV. Ariarathész kappadókiai király. Utóda fia, V. Ariarathész.

### Róma
- Tiberius Sempronius Gracchust és Manlius Iuventius Thalnát választják consulnak.
- Bemutatják Terentius Heauton Timorumenosz (Az önkínzó) c. komédiáját.
- A census szerint 337 022-en rendelkeznek római polgárjoggal.

## Születések
- Tiberius Sempronius Gracchus, római politikus

## Halálozások
- IV. Ariarathész, kappadókiai király

## Fordítás
- Ez a szócikk részben vagy egészben  a(z)   163 av. J.-C. című francia Wikipédia-szócikk ezen változatának fordításán alapul.  Az eredeti cikk szerkesztőit annak laptörténete sorolja fel. Ez a jelzés csupán a megfogalmazás eredetét és a szerzői jogokat jelzi, nem szolgál a cikkben szereplő információk forrásmegjelöléseként.